# Samogłoska przymknięta przednia niezaokrąglona
Samogłoska przymknięta przednia niezaokrąglona – typ samogłoski spotykany w językach naturalnych. Symbol, który przedstawia ten dźwięk w Międzynarodowym Alfabecie Fonetycznym, to i.

## Języki, w których występuje ten dźwięk
Samogłoska przymknięta przednia niezaokrąglona występuje w językach:
| Język        | Słowo | MAF       | Tłumaczenie |
| ------------ | ----- | --------- | ----------- |
| angielski    | meet  | [miːt]    | "spotkać"   |
| arabski      | ﺗﻠﻤﻴﺬ | [tilmiːð] | "uczeń"     |
| czeski       | který | [ˈktεriː] | "który"     |
| maryjski     | изи   | [izi]     | "mały"      |
| niderlandzki | biet  | [bit]     | "burak"     |
| niemiecki    | Ziel  | [t͡siːl]   | "cel"       |
| polski       | wino  | [ˈvinɔ]   | "wino"      |